# Tours Chassagne et Alicante
Pour les articles homonymes, voir Chassagne.
Les tours Chassagne et Alicante, également appelées (avec la tour Granite voisine) tours Société générale, sont deux gratte-ciel de bureaux jumeaux construits à La Défense en 1995.
L'entrée de ces tours se situe à Puteaux, mais la limite entre les communes de Puteaux et Nanterre passe entre les deux tours.

## Historique
Érigées pour le compte de la banque Société Générale, par les architectes Michel Andrault, Pierre Parat et Nicolas Ayoub, elles mesurent toutes les deux 167 mètres de haut. La tour sud se nomme Chassagne et la tour nord Alicante, la première abritant de la pierre blanche de Chassagne tandis que la deuxième contient du marbre rouge d'Alicante. Les deux tours sont séparées d'une quarantaine de mètres. Toutes les deux possèdent un sommet biseauté vers l'intérieur.
Avant de s'installer dans ces tours, la Société générale possédait la tour Ariane, construite en vue de la location, où elle occupait quelques niveaux. Elle était principalement implantée dans une cinquantaine d'immeubles à Paris dans le quartier de l'Opéra.

### Extensions
Malgré une superficie disponible dans ces tours de 125 000 m2, la banque occupe en plus depuis 2008 la tour Granite dessiné par l'architecte Christian de Portzamparc, haute de 184 mètres de hauteur et construite en triangle avec les tours Chassagne et Alicante.
À proximité de ses trois tours, la Société générale a fait construire l'immeuble Basalte conçu par les architectes Jean Mas et Franck Tillequinqui abrite depuis 2013 ses salles des marchés.
Au global, l'ensemble de ces 4 tours représente une surface d'environ 210 000 m2.

Vue des tours Chassagne et Alicante de la Grande Arche
Tours Granite, Chassagne et Alicante (vue de Nanterre)

## Symbolique
Les deux tours, avec une sculpture suspendue monumentale de Tom Carr présente dans le hall d'entrée, représentent une graine et non des poteaux de rugby encadrant un ballon comme on pourrait le penser en raison du mécénat sportif historique de la Société Générale en faveur de la Fédération française de rugby.